# Mario Gestri
Mario Gestri, né le 11 février 1924 à Tizzana (Toscane) et mort le 4 décembre 1953 à Montecatini Terme (Toscane) à la suite d'un accident de la route, est un coureur cycliste italien, professionnel de 1950 à 1953. 

## Résultats sur les grands tours

### Tour d'Italie
4 participations
- 1950 : 75e (maillot noir)
- 1951 : 64e
- 1952 : 74e
- 1953 : 62e